# Attaque du vol El Al 253
L'attaque du vol El Al 253 était une attaque terroriste perpétrée par l'Organisation de libération de la Palestine (OLP) contre un avion de passagers Boeing 707 alors qu'il était au sol lors d'une escale à Athènes (Grèce) en route de Tel Aviv (Israël) vers New York (États-Unis). 

## Contexte
Quelques jours avant l'attaque, les autorités européennes et américaines avaient mis en garde les compagnies aériennes européennes contre les alertes à la bombe pendant la période de pointe des vacances de Noël.
L’incident s’est produit cinq mois après qu’un groupe de soi-disant commandos arabes palestiniens ait détourné un autre avion de ligne d’El Al, peu après son décollage de Rome à destination de Tel Aviv le 23 juillet, et l’a forcé à se rendre à Alger. L'Algérie a finalement libéré tous les passagers et membres d'équipage ainsi que l'avion.

## L'attaque
Deux membres de l'Organisation de libération de la Palestine attaquent l'avion alors qu'il était sur le point de quitter une escale à Athènes, en Grèce, le 26 décembre 1968. Un passager, l'Israélien Leon Shirdan, ingénieur maritime et ancien officier de Tsahal, est abattu. Deux femmes non identifiées sont blessées, l'une par balle, l'autre alors qu'elle sautait de l'avion lorsque la porte était ouverte. Les deux terroristes étaient Naheb H. Suleiman, 19 ans, né à Tripoli, en Libye, de parents palestiniens, et Mahmoud Mohammad Issa Mohammad, 25 ans, né en 1943 en Palestine. Ils étaient membres de l'organisation militante basée dans les camps de réfugiés palestiniens au Liban, le Front populaire de libération de la Palestine. 
Les deux hommes se sont précipités hors de la salle de transit de l’aéroport d’Athènes au moment même où l’avion israélien, stationné à 180 mètres de là, s’apprêtait à décoller. L’avion était arrivé plus tôt depuis Tel Aviv. Mohammad a tiré sur l'avion pendant plus d'une minute avec une mitraillette, tuant un homme, tandis que Suleiman a lancé deux grenades à main, semant la panique à bord de l'avion transportant 10 membres d'équipage et 41 passagers.
Le même jour, un communiqué au nom du FPLP, organisation dirigée par Georges Habache née quatre mois après la guerre de juin 1967, est publié à Beyrouth revendiquant l'attentat. Il précise que la compagnie El Al se livre à des activités militaires, ayant transporté les pilotes israéliens envoyés s'entraîner aux États-Unis sur les chasseurs-bombardiers Phantom américains destinés à l'armée de l'air israélienne.

## Représailles
Deux jours après l'attaque, les forces militaires israéliennes assaillent l'aéroport de Beyrouth (Opération Gift), détruisent 13 avions de passagers libanais de la compagnie Middle East Airlines.